# Aşağı Qaramanlı
Aşağı Qaramanlı (azerbajdzjanska: Aşağı Qaraimanlı) är en ort i Azerbajdzjan.   Den ligger i distriktet Nefttjala, i den sydöstra delen av landet, 130 kilometer sydväst om huvudstaden Baku. Antalet invånare är 1 810.
Terrängen runt Aşağı Qaramanlı är mycket platt. Närmaste större samhälle är Salyan, 19,1 kilometer norr om Aşağı Qaramanlı.
Trakten runt Aşağı Qaramanlı består till största delen av jordbruksmark. Runt Aşağı Qaramanlı är det ganska glesbefolkat, med 47 invånare per kvadratkilometer.